# Calamine (Julie Gagnon)
Pour les articles homonymes, voir Gagnon et Calamine.
Julie Gagnon, connue sous son nom d'artiste Calamine, est une rappeuse féministe du Québec. Dite « lesbienne woke sur l'autotune », terme qu'elle s'est réapproprié d'un commentaire médisant sur Facebook, cette rappeuse a été la révélation Radio-Canada 2021-2022 et la récipiendaire du Prix Félix Leclerc de la chanson en 2021. 

## Vie personnelle
Calamine est bachelière en arts visuels, elle est originaire de Sainte-Foy à Québec, mais habite le quartier Hochelaga-Maisonneuve depuis 2018. En dehors du rap, elle joue de la guitare, du banjo et de la batterie. 

## Carrière musicale
Calamine se veut une rappeuse anticapitaliste et s'associe au mouvement militant féministe, lesbienne et queer.  
Avec les artistes Sam Faye et Kèthe Magané, elle forme le collectif Petite Papa. 
Son nom d'artiste lui vient d'une reprise du nom de son ancien groupe de garage rock. À cette époque, on la surnommait Calamine à la blague, car elle s'enduisait de cette crème tous les jours pour calmer ses attaques d'eczéma.   
Elle souligne que le choix du nom est aussi «une métaphore féministe, comme c’est une lotion qui soulage les irritations et les démangeaisons». Mais encore, c'est aussi une crème rose, couleur généralement associée à une certaine féminité, qu'elle se réapproprie à travers son identité butch.  
Elle s'est fait connaître par sa double participation aux Francouvertes, où elle s'est classée en deuxième position du concours en 2021. Elle consacre sa vie à la musique depuis 2017 de façon autonome, indépendante des maisons de disques. 
Dans le cadre de Fierté Montréal 2022, elle est du spectacle FéminiX, aux côtés de Sarahmée et d'Ariane Moffatt,. 

## Prix et nominations
En 2021, elle obtient le lauréat Album Rap/Hip hop de l’année avec Boulette Proof au Gala alternatif de la musique indépendante du Québec (GAMIQ). 
En 2023, elle obtient le lauréat Album/EP Rap/Hip hop de l'année avec Lesbienne woke sur l'autotune au Gala alternatif de la musique indépendante du Québec (GAMIQ). La même année, elle est nommée au Gala de l'ADISQ dans les catégories Félix de la révélation de l'année et Album de l'année pour Lesbienne woke sur l'autotune.           

### Vidéographie
- 2020 : 1420
- 2021 : Jean-Talon (feat. Liamliamliam)
- 2021 : Mona Lise
- 2022 : LESBIENNE WOKE SUR L'AUTOTUNE
- 2022 : COBAYE (feat. Xela Edna)
- 2022 : METTRE LE FEU DANS LA TINQUE (feat Merlin)
- 2022 : BAD B*TCH II
- 2022 : BAD B*TCH
- 2023 : Ô CANADA CASH MONEY GAS
- 2023 : PLASTIQUE
- 2024 : CE GAME-LÀ
- 2024 : BACKLASH